# Dukagång
Dukagång är en gammal vävteknik som man funnit spår av bland tidiga koptiska fynd och nordiska medeltida fynd, men namnet Dukagång hör i första hand allmogevävnader från Skåne och Blekinge, varifrån mönstret senare tagits upp i svensk hemslöjd från andra trakter.
Tekniken förekom bland annat i de tyger som användes till väggprydnad, då kallade dukagångsdrätt.
Inslagstrådarna är kulörta och i grövre garn än varpen och skapar ett mönster med ränder i varpriktningen, det vill säga på längden. Dukagång vävs i tuskaft och med två trampor. En variant av dukagång, i Blekinge kallad delad dukagång och i Skåne halvkrabba, har mönstret bestående av små kvadratiska eller rektangulära eller kvadratiska rutor. Dukagång förekommer antingen ensamt eller tillsammans med andra vävtekniker som krabbasnår och opphämta. 
Bottnen är antingen i ull (nöthår) eller linne. Mönstret är i det förra fallet ull, i det senare fallet ull, lin eller i modernare varianter sällsynt bomull. Yllevävnaderna i dukagång brukar ha många färger, i linne är mönstret oftast blått, även rött, ibland förekommer detaljer i grönt och enstaka fall i gult.